# 詹姆士·贝克
詹姆斯·曼斯菲尔德·贝克（James Mansfield Baker，1845年4月19日—1927年11月9日），是一位美国政治家，曾代表路易莎县在弗吉尼亚州众议院任职。 